# Ciclisme als Jocs Olímpics d'estiu de 1920 - Tàndem
La cursa de tàndem fou una de les quatre proves del programa olímpic de ciclisme en pista dels Jocs Olímpics d'Anvers de 1920.
La cursa es va disputar entre el 9 i el 10 d'agost de 1920 amb la presència de 22 ciclistes procedents de 6 nacions.

## Medallistes
| Or                                | Plata                                | Bronze                                     |
| Regne UnitThomas Lance Harry Ryan | Sud-àfricaWilliam Smith James Walker | Països BaixosFrans de Vreng · Piet Ikelaar |

## Resultats

### Quarts de final
Es disputen quatre sèries de quarts de final, classificant-se per a semifinals el vencedor de cadascuna d'elles.
| Posició | Ciclistes                       | Temps | Qual. |
| ------- | ------------------------------- | ----- | ----- |
| 1       | Petrus Ikelaar i Frans de Vreng | 12,6" | Q     |
| 2       | Henry Andersen i Axel Hansen    |       |       |
| 3       | William Ormston i Henry Lee     |       |       |

| Posició | Ciclistes                            | Temps | Qual. |
| ------- | ------------------------------------ | ----- | ----- |
| 1       | William Smith i James Walker         | 13,0" | Q     |
| 2       | John Verhoeven i Gustave Daghelinckx |       |       |
| 3       | Pieter Beets i Tjabel Boonstra       |       |       |

| Posició | Ciclistes                          | Temps | Qual. |
| ------- | ---------------------------------- | ----- | ----- |
| 1       | Harry Ryan i Thomas Lance          | 12,0" | Q     |
| 2       | Hendrik Goosen i George Thursfield |       |       |
| 3       | Henri Bellivier i Georges Perrin   |       |       |

| Posició | Ciclistes                              | Temps | Qual. |
| ------- | -------------------------------------- | ----- | ----- |
| 1       | William Stewart i Cyril Alden          | 15,6" | Q     |
| 2       | Frans Verscheuren i Frédéric Claessens | NF    |       |

### Semifinals
Es disputen dues semifinals, passant a la final els dos vencedors. Els perdedors lluitaran per la medalla de bronze.
| Posició | Ciclistes                       | Temps | Qual. |
| ------- | ------------------------------- | ----- | ----- |
| 1       | Harry Ryan i Thomas Lance       | 11,6" | Q     |
| 2       | Petrus Ikelaar i Frans de Vreng |       |       |

| Posició | Ciclistes                     | Temps | Qual. |
| ------- | ----------------------------- | ----- | ----- |
| 1       | William Smith i James Walker  | 12,6" | Q     |
| 2       | William Stewart i Cyril Alden |       |       |

### Final
| Posició | Ciclistes                    | Temps |
| ------- | ---------------------------- | ----- |
| Or      | Harry Ryan i Thomas Lance    | 11,2" |
| Plata   | William Smith i James Walker |       |

### Lluita pel bronze
| Posició | Ciclistes                       | Temps |
| ------- | ------------------------------- | ----- |
| Bronze  | Petrus Ikelaar i Frans de Vreng |       |
| 4       | William Stewart i Cyril Alden   | NF    |

NF - No finalitza la cursa